# Mighty Final Fight
Mighty Final Fight is een computerspel voor het platform Nintendo Entertainment System. Het spel werd uitgebracht in 1993. 